# Canapville (Orne)
Pour les articles homonymes, voir Canapville.
Canapville est une commune française, située dans le département de l'Orne en région Normandie, peuplée de 218 habitants.

## Géographie
| Livarot-Pays-d'Auge (comm. dél. des Moutiers-Hubert, Calvados), Lisores (Calvados) | Livarot-Pays-d'Auge (comm. dél. des Moutiers-Hubert, Calvados) | Livarot-Pays-d'Auge (comm. dél. de Meulles, Calvados) |
| Lisores (Calvados)                                                                 | Canapville                                                     | Livarot-Pays-d'Auge (comm. dél. de Meulles, Calvados) |
| Vimoutiers                                                                         | Pontchardon                                                    | Avernes-Saint-Gourgon                                 |

### Hydrographie
La commune est située dans le bassin Seine-Normandie. Elle est drainée par la Touques, le Bourgel, un bras de la Touques, le fossé 02 du Bourg, le ruisseau de Beauleveque et le Val Raquet,.
La Touques, d'une longueur de 108 km, prend sa source dans la commune de Champ-Haut et se jette  dans la baie de Seine en limite de Trouville-sur-Mer et de Deauville, après avoir traversé 42 communes. 

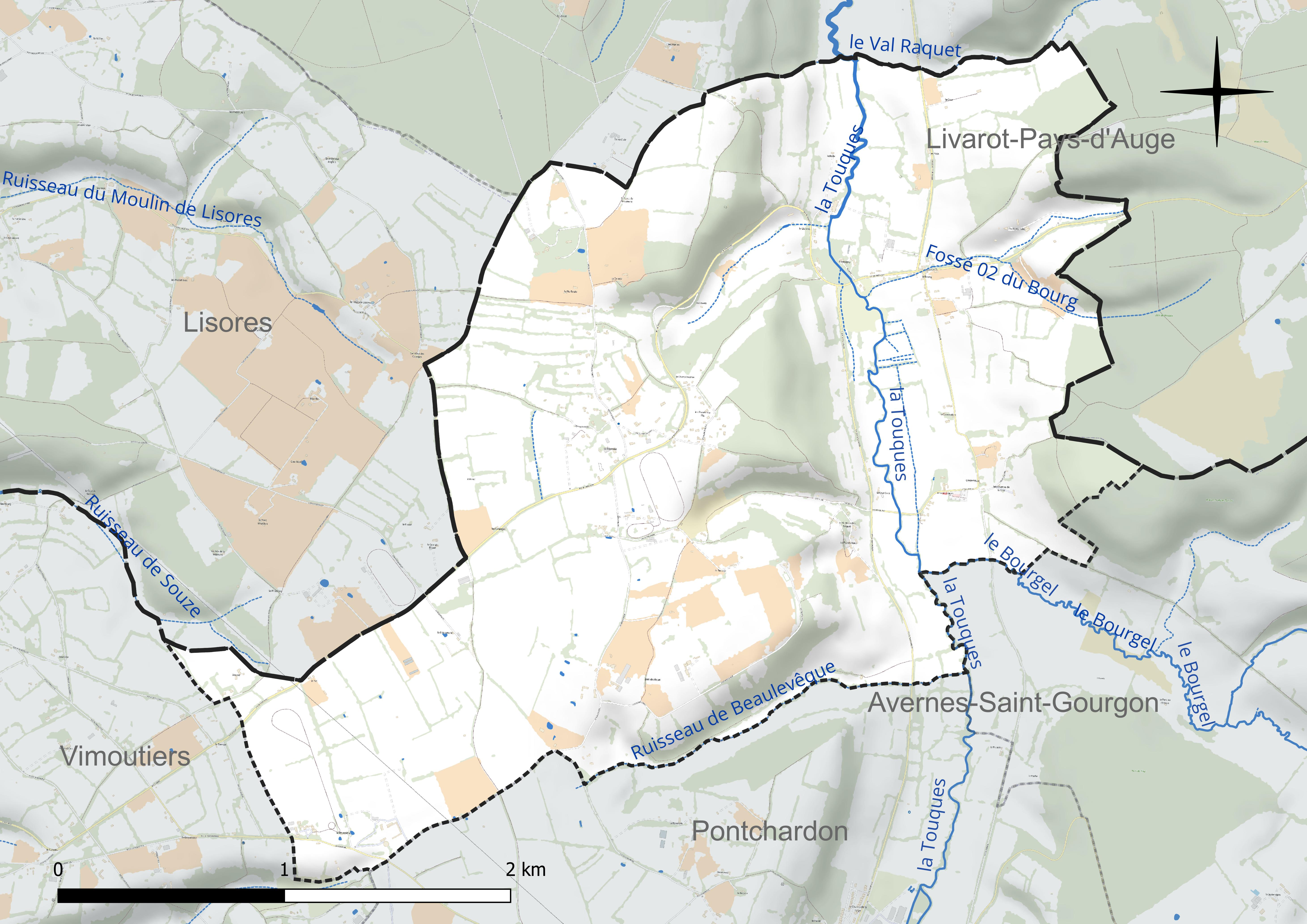
Réseau hydrographique de Canapville.

### Climat
Pour des articles plus généraux, voir Climat de la Normandie et Climat de l'Orne.
En 2010, le climat de la commune est de type climat océanique dégradé des plaines du Centre et du Nord, selon une étude du CNRS s'appuyant sur une série de données couvrant la période 1971-2000. En 2020, Météo-France publie une typologie des climats de la France métropolitaine dans laquelle la commune est exposée à un climat océanique et est dans la région climatique Normandie (Cotentin, Orne), caractérisée par une pluviométrie relativement élevée (850 mm/a) et un été frais (15,5 °C) et venté. Parallèlement le GIEC normand, un groupe régional d’experts sur le climat, différencie quant à lui, dans une étude de 2020, trois grands types de climats pour la région Normandie, nuancés à une échelle plus fine par les facteurs géographiques locaux. La commune est, selon ce zonage, exposée à un « climat contrasté des collines », correspondant au Pays d’Auge, Lieuvin et Roumois, moins directement soumis aux flux océaniques et connaissant toutefois des précipitations assez marquées en raison des reliefs collinaires qui favorisent leur formation.
Pour la période 1971-2000, la température annuelle moyenne est de 10,1 °C, avec une amplitude thermique annuelle de 13,7 °C. Le cumul annuel moyen de précipitations est de 849 mm, avec 13,4 jours de précipitations en janvier et 8,2 jours en juillet. Pour la période 1991-2020, la température moyenne annuelle observée sur la station météorologique la plus proche, située sur la commune de Ticheville à 4 km à vol d'oiseau, est de 10,9 °C et le cumul annuel moyen de précipitations est de 826,1 mm,. Pour l'avenir, les paramètres climatiques de la commune estimés pour 2050 selon différents scénarios d’émission de gaz à effet de serre sont consultables sur un site dédié publié par Météo-France en novembre 2022.

## Urbanisme

### Typologie
Au 1er janvier 2024, Canapville est catégorisée commune rurale à habitat très dispersé, selon la nouvelle grille communale de densité à sept niveaux définie par l'Insee en 2022.
Elle est située hors unité urbaine et hors attraction des villes,.

### Occupation des sols
L'occupation des sols de la commune, telle qu'elle ressort de la base de données européenne d’occupation biophysique des sols Corine Land Cover (CLC), est marquée par l'importance des territoires agricoles (85,4 % en 2018), une proportion identique à celle de 1990 (85,4 %). La répartition détaillée en 2018 est la suivante : 
prairies (67 %), terres arables (18,4 %), forêts (14,6 %). L'évolution de l’occupation des sols de la commune et de ses infrastructures peut être observée sur les différentes représentations cartographiques du territoire : la carte de Cassini (XVIIIe siècle), la carte d'état-major (1820-1866) et les cartes ou photos aériennes de l'IGN pour la période actuelle (1950 à aujourd'hui).

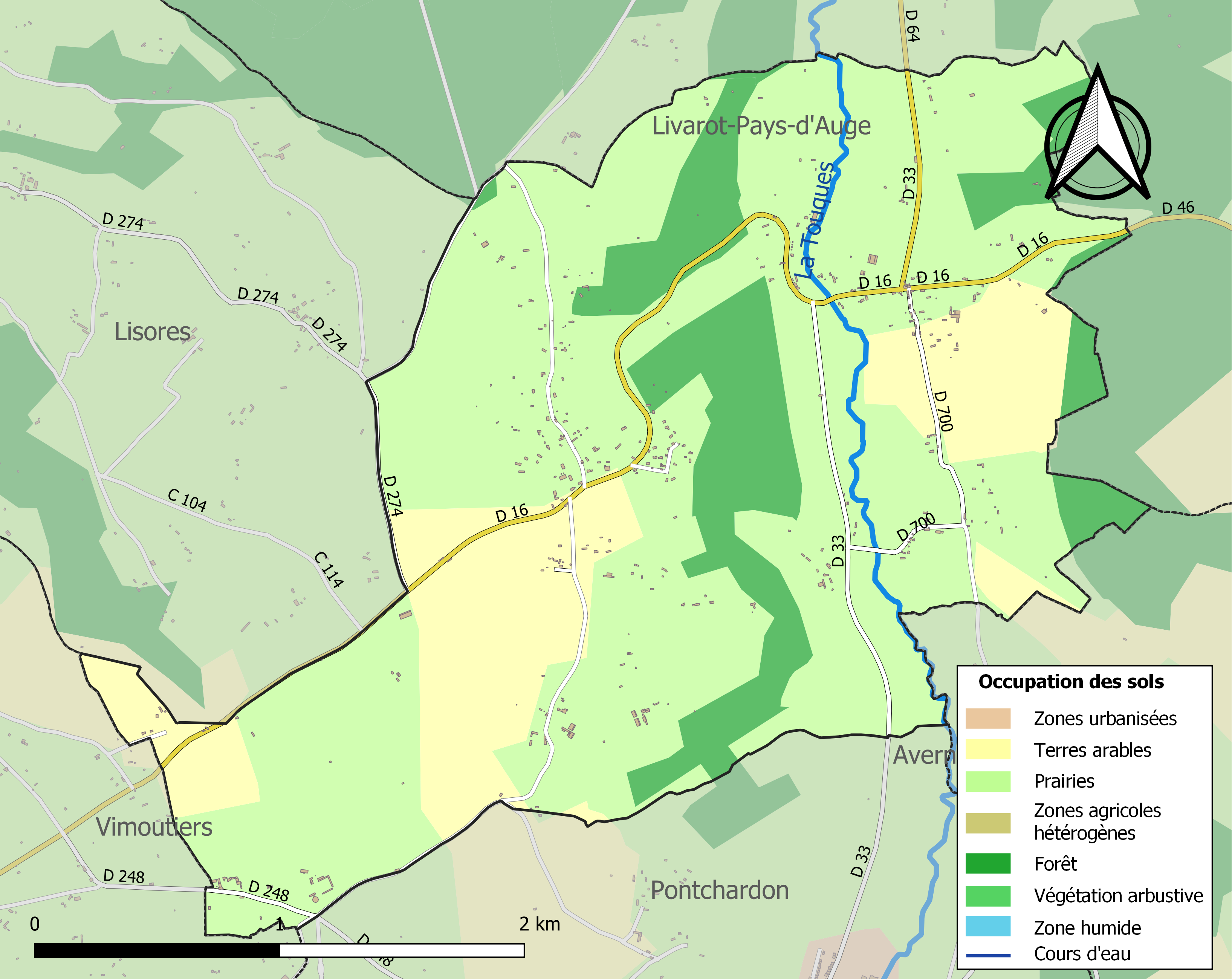
Carte des infrastructures et de l'occupation des sols de la commune en 2018 (CLC).

## Toponymie
Le village est attesté sous la forme à finale latinisée Canapevilla au début du XIIIe siècle. Le toponyme signifie « la ferme de Knapi », nom de personne norrois.
Homonymie avec Canapville (Calvados, kenapevilla 1180) ; Canappeville (Eure, Canapevilla 1243) et Canappeville à Fécamp.
Le gentilé est Canapvillais.

## Histoire
Canapville avait une activité de production de papier importante vers 1740 avec trois moulins papetiers sur la Touques. Cette production était exportée par Rouen à Amsterdam et Hambourg. Cette activité s'est éteinte vers 1820-1830 concurrencée par la production hollandaise.

## Politique et administration
| Période                                  | Période   | Identité         | Étiquette | Qualité   |
| ---------------------------------------- | --------- | ---------------- | --------- | --------- |
| 1989                                     | mars 2008 | Maurice Lecomte  | SE        |           |
| mars 2008                                | En cours  | Gilbert Briançon | SE        | Comptable |
| Les données manquantes sont à compléter. |           |                  |           |           |

Le conseil municipal est composé de onze membres dont le maire et trois adjoints.

## Démographie
L'évolution du nombre d'habitants est connue à travers les recensements de la population effectués dans la commune depuis 1793. Pour les communes de moins de 10 000 habitants, une enquête de recensement portant sur toute la population est réalisée tous les cinq ans, les populations de référence des années intermédiaires étant quant à elles estimées par interpolation ou extrapolation. Pour la commune, le premier recensement exhaustif entrant dans le cadre du nouveau dispositif a été réalisé en 2007.
En 2022, la commune comptait 218 habitants, en évolution de +3,32 % par rapport à 2016 (Orne : −3,21 %, France hors Mayotte : +2,11 %).Au premier recensement républicain, en 1793, Canapville comptait 600 habitants, population jamais atteinte depuis.
| 1793 | 1800 | 1806 | 1821 | 1836 | 1841 | 1846 | 1851 | 1856 |
| ---- | ---- | ---- | ---- | ---- | ---- | ---- | ---- | ---- |
| 600  | 540  | 592  | 554  | 596  | 597  | 570  | 514  | 489  |

| 1861 | 1866 | 1872 | 1876 | 1881 | 1886 | 1891 | 1896 | 1901 |
| ---- | ---- | ---- | ---- | ---- | ---- | ---- | ---- | ---- |
| 490  | 475  | 438  | 453  | 453  | 400  | 414  | 384  | 377  |

| 1906 | 1911 | 1921 | 1926 | 1931 | 1936 | 1946 | 1954 | 1962 |
| ---- | ---- | ---- | ---- | ---- | ---- | ---- | ---- | ---- |
| 348  | 345  | 289  | 305  | 288  | 269  | 252  | 296  | 293  |

| 1968 | 1975 | 1982 | 1990 | 1999 | 2006 | 2007 | 2012 | 2017 |
| ---- | ---- | ---- | ---- | ---- | ---- | ---- | ---- | ---- |
| 274  | 222  | 216  | 213  | 205  | 188  | 186  | 214  | 206  |

| 2022 | - | - | - | - | - | - | - | - |
| ---- | - | - | - | - | - | - | - | - |
| 218  | - | - | - | - | - | - | - | - |

## Lieux et monuments
- Église Saint-Aubin du XVIe siècle, clocher du XIXe.